# La Bonanova (Palma)
La Bonanova és un barri residencial i d'estiueig pertanyent al districte de Ponent, està situat als afores de la ciutat de Palma, a les Illes Balears, a la falda de l'extrem sud de la serra de na Burguesa. Segons la delimitació oficial de l'ajuntament, limita amb les barriades de Cala Major, Gènova, la Teulera, El Terreno, Portopí i el bosc del Castell de Bellver. L'origen del nom es remunta el segle xviii quan s'hi construï el santuari de la Mare de Déu de la Bonanova, a la riba dreta del torrent de Mal Pas. construïda al lloc d'un oratori fundat anteriorment, el 1472 pels carmelitans, dedicat a sant Antoni.
La línia de bus de l'EMT de Palma que comunica la barriada amb la ciutat és la línia 46.